# محوطه باجوج آوا
محوطه باجوج آوا مربوط به سدهٔ ۸–۶ ه‍.ق است و در شهرستان ارومیه، بخش صومای برادوست، دهستان برادوست، روستای گلگنی واقع شده و این اثر در تاریخ ۲۵ آبان ۱۳۸۷ با شمارهٔ ثبت ۲۳۵۳۱ به‌عنوان یکی از آثار ملی ایران به ثبت رسیده است.